# Nature morte au magnolia
Nature morte au magnolia est un tableau peint par Henri Matisse du 25 août 1941 au 21 octobre 1941 à Nice. Cette huile sur toile est une nature morte représentant notamment des vases, un récipient en forme de cafetière et un coquillage. Elle est conservée au musée national d'Art moderne, à Paris.